# Patricien
 (janvier 2021).
Un patricien (du latin patricius, dérivé de pater qui signifie « père ») est durant la période romaine un citoyen qui appartient, par sa naissance, à la classe supérieure ancienne et traditionnelle, et qui par ce rang détient diverses prérogatives politiques et religieuses. La classe des patriciens se distingue à Rome du reste de la population, dite plébéienne.
Après la période romaine, l'expression moderne de « famille patricienne » s'applique pour désigner une famille établie de la haute bourgeoisie et de l'aristocratie.

## Origine et définition
Selon la tradition romaine antique, les patriciens d'origine descendent des cent familles, les gentes, présentes à la fondation de Rome, dont les chefs, nommés patres, sont choisis par Romulus et ses successeurs pour former le Sénat. Ainsi, quand les auteurs antiques parlent de patriciens au début de l'histoire romaine, il s'agit en fait de sénateurs, et vice versa : tous les patres d'une gens patricienne sont sénateurs, et tous les sénateurs sont des patriciens. Plutarque ajoute que ces sénateurs sont nommés patriciens soit parce qu’ils sont pères d’enfants libres, soit parce que leurs pères sont aux côtés de Romulus. À l'origine, donc, les patres et les patriciens désignent les mêmes personnes. Par exemple, César appartenait à la gens des Iulii. Une gens comprend plusieurs branches, familles, avec à leur tête un paterfamilias qui règne en maître absolu sur tous les membres de la familia (femme, enfants, serviteurs).
Les gens sont sans doute à l'origine de la révolution de 509 av. J.-C., qui voit la chute de la Royauté, les rois prenant peut-être des mesures qu'ils considéraient comme hostiles à leur classe. Au début de la République, les patriciens dominent l'État romain et forment une oligarchie. Les descendants de ces premiers sénateurs conservent le nom de patriciens, même sans être sénateurs. D'autres familles puissantes s'installent à Rome, avec le rang de patriciens, tels les Claudii vers 504 av. J.-C.

## Sous la Royauté
L'origine et la définition des patriciens ont fait l'objet de nombreuses discussions, problème qui se posait déjà à l'époque de Cicéron ou de Tite-Live. C'est un groupe fermé avec des qualifications de type religieux, fort ancien, sinon d'époque royale, ou du moins du premier siècle de la République.

### Premières familles patriciennes
Les premières grandes familles romaines sont appelées gentes. Chaque gens constitue un agrégat de familles regroupées derrière un patriarche, appelé pater (le mot latin pour « père »). Il est le chef incontesté de la gens. Quand les premières gentes romaines se sont regroupées pour former une unique communauté, les patres des gentes dirigeantes ont été choisis pour former une assemblée qui deviendra le sénat.
Les patres qui remplissent les rangs du premier sénat tiennent une position de pouvoir absolu sur leurs familles respectives. Comme le sénat est l'assemblée des patres des principales familles, leur pouvoir individuel sur leur famille est consolidé en un pouvoir sur toutes les familles de la première communauté romaine. C'est là l'origine des familles patriciennes.
Pendant cette période, chaque famille non-patricienne existe comme dépendant d'une des familles patriciennes. Ainsi, chaque pater a autorité absolue sur sa gens ainsi que sur toutes les familles plébéiennes qui en dépendent. Cette dépendance sera rompue ultérieurement, ce qui entraînera la création de la classe plébéienne.
On pense que les patres élisaient un roi (rex), investi de leurs pouvoirs souverains. À la mort du Roi, ses pouvoirs revenaient naturellement aux patres.

### Division en tribus
Les Romains étaient divisés en trois groupes ethniques. Suivant la tradition, le premier groupe est appelé les Ramnes. Ce groupe, probablement composé de Latins, aurait habité les premiers villages (d'où la légende de Romulus). Le deuxième groupe est appelé les Tities et représenterait probablement l’élément sabin, intégré à la communauté plus large. Les origines du troisième groupe, les Luceres, étaient inconnues des historiens antiques mais on lui attribue parfois aujourd'hui une origine étrusque.
Les Ramnes se forment donc lors de la fondation de la ville en 753 av. J.-C., et sont composés de Latins tels que le premier roi, Romulus. Les Tities arrivent à Rome vers 730 av. J.-C., lors de l'admission des Sabins de Titus Tatius, co-roi de Rome. Les patriciens de ces 1re et 2e créations sont dits maiorum gentium. Concernant les Luceres, composés d'étrusques, ils sont sûrement à Rome depuis aussi longtemps que les Latins et continuent d'arriver jusqu'aux débuts de la République romaine, avec un essor particulier sous les Tarquins, rois étrusques de Rome. Ce serait sous Romulus que se formerait cette troisième tribu. Sous Tullus Hostilius, de nouveaux patriciens arrivent à Rome, quand ce roi latin transporte les Albains à Rome vers 650 av. J.-C. Ce sont des minorum gentium.
Les familles appartenant à l’un de ces trois groupes constituent les premières familles patriciennes. Afin d’organiser la ville, ces familles patriciennes l’ont divisée en unités appelées curies, bien que, selon la légende, cette organisation soit imputée au premier roi, Romulus. Chacun des trois groupes ethniques est divisé en dix curies.
La fusion des trois tribus est assez lente, et les Latins gardent une prédominance sur les Sabins sous le règne de Romulus, avant d'être sur un pied d'égalité sous les rois suivants. Pour les Étrusques, il faut attendre le règne de Tarquin l'Ancien pour qu'ils jouissent des mêmes droits que les autres, et ce roi augmente alors le nombre de sénateurs à trois cents.

### Apparition de la classe plébéienne
Le plus souvent, les habitants dont les villes ont été conquises y demeurent. Leur vie quotidienne et leur système de gouvernement restent les mêmes, mais leurs villes perdent leur indépendance vis-à-vis de Rome. Néanmoins, un certain nombre vient à Rome. Pour acquérir un statut économique viable et légal, les nouveaux arrivants doivent accepter une dépendance envers une famille patricienne ou envers le roi (qui est lui-même un patricien) ; ils deviennent alors clients d’une famille patricienne. En fin de compte, ceux qui s’étaient attachés au roi sont libérés de leur dépendance. Ces derniers constituent alors les premiers plébéiens.
Comme Rome s’agrandit, de plus en plus de soldats sont nécessaires aux conquêtes. Les non-patriciens appartiennent à la même curie que leurs patrons. En ce temps, l’armée est organisée sur la base des curies, de sorte que les individus dépendants de familles doivent se battre. Néanmoins, quand ils sont délivrés de leur dépendance, ils quittent la curie à laquelle appartient leur patron. Ils ne sont alors plus obligés de se battre mais ils perdent tout statut politique ou économique.
Pour faire revenir ces plébéiens dans l’armée, les patriciens ont dû faire des concessions, dont on ne connaît pas exactement la nature. Une des conséquences est que les plébéiens ont désormais le droit de posséder leurs propres terres. Devenus propriétaires terriens, ils ont maintenant tout intérêt à défendre la ville car si elle venait à être conquise, ils perdraient toutes leurs terres. Néanmoins, il ne leur est donné aucun pouvoir politique. Tous ces éléments qui se mettent en place conduiront à la Guerre des ordres.

## Sous la République romaine

### Prédominance des patriciens
Selon la Tradition, le dernier roi aurait été banni en 509 av. J.-C. Deux consuls patriciens sont alors élus par les citoyens pour une année. Les patriciens ont alors tous les pouvoirs à Rome, et le changement de gouvernement ne profite qu'à cette minorité, une oligarchie se met en place.

### Émergence politique des plébéiens
En 494 av. J.-C., les plébéiens font sécession : ils s’installent sur la colline de l’Aventin, et demandent le droit d’élire leurs propres représentants,. Les patriciens cèdent à la suite de la promulgation de la Lex Sacrata, ce qui marque la fin de la première sécession de la plèbe. Les plébéiens nomment leurs nouveaux représentants « tribuns de la plèbe ». Au début, deux assistants, appelés « édiles plébéiens », leur sont adjoint, et par la suite, ils obtiennent le pouvoir d’opposer leur veto au sénat patricien.
En 445 av. J.-C., les mariages mixtes entre patriciens et plébéiens sont autorisées par la Lex Canuleia. En 367 av. J.-C., les plébéiens peuvent se présenter comme candidats au consulat. L’ouverture du consulat aux plébéiens leur permet implicitement l’accès à la censure ainsi qu’à la dictature. En 366 av. J.-C., dans un effort des patriciens pour réaffirmer leur influence sur les différentes magistratures, ils en créent deux nouvelles : la préture et l’édilité curule,. Il ne s'écoulera guère de temps avant que ces deux nouvelles magistratures ne soient occupées par des plébéiens : en effet, le premier préteur plébéien est élu en 337 av. J.-C.
En 287 av. J.-C., les plébéiens font sécession sur la colline du Janicule. Pour mettre un terme à cette nouvelle sécession, une loi est adoptée (la Lex Hortensia), qui donne force de loi aux résolutions de l’assemblée de la plèbe (plébiscites) sans ratification du sénat. La signification fondamentale de cette loi est qu’elle retire aux patriciens toute possibilité de s’opposer aux plébéiens, ce qui entraîne que les sénateurs plébéiens ont dorénavant les mêmes droits que les sénateurs patriciens. Par conséquent, le contrôle de l’État incombe à cette nouvelle aristocratie « patricio-plébéienne »,.[pas clair]
La grande nouveauté des lois hortensiennes réside dans ce qu’elle retire au patriciat sa dernière arme contre la plèbe, résolvant ainsi un des grands problèmes des débuts de la République. L'aristocratie romaine, où les patriciens occupent toujours une place éminente, peut désormais se construire selon un principe nouveau et plus ouvert : le cœur de l'aristocratie se constitue désormais autour de la nobilitas, à savoir les descendants de consuls.

### Gentespatriciennes
Voici une liste non exhaustive des gentes romaines patriciennes, établie grâce aux fastes consulaires des débuts de la République romaine. Certaines familles ont des branches patriciennes et plébéiennes, généralement les premiers membres sont des patriciens et ceux des derniers siècles de la République des plébéiens. Il peut s'agir d'affranchissement : l'affranchi garde le nomen de son ancien patron mais il est un plébéien.
Cette liste n'est pas exhaustive ; en gras, les principales gentes ; en italique, les gentes ayant aussi des branches plébéiennes.
- Aebutii
- Æmilii
- Antonii (les Antonii Merendae uniquement)
- Aquillii
- Atilii (les Atilii Lusci uniquement)
- Claudii
- Cloelii
- Cornelii
- Curiatii
- Curtii
- Fabii
- Folii
- Furii
- Geganii
- Genucii (les Genucii Augurini en partie seulement)
- Herminii
- Horatii
- Iulii
- Iunii (les Iunii Bruti sous la monarchie romaine)
- Larcii
- Lucretii
- Manlii
- Menenii
- Minucii (les Minucii Augurini uniquement)
- Nautii
- Papirii
- Pinarii
- Postumii
- Quinctii
- Quinctilii
- Romilii
- Sempronii (les Sempronii Atratini uniquement)
- Sergii
- Servilii (excepté les Servilii Vatii)
- Sestii
- Sulpicii
- Tarquinii (monarchie romaine)
- Valerii
- Verginii
- Veturii (excepté les Veturii Calvini)
- Viola

### Distinction entre un patricien et un autre citoyen
Aux débuts, on reconnaît un patricien car il siège au sénat et occupe les principales magistratures. Mais peu à peu, les patriciens perdent ces privilèges, et leur aspect extérieur ne les distingue quasiment pas des autres citoyens. Seule une espèce particulière de chaussures les distingue, qui leur couvre le pied et une partie de la jambe, bien qu'elles ne soient pas aussi hautes que les chaussures des sénateurs et des magistrats curules.

## Sous l'Empire romain
Les familles patriciennes de la République romaine s'éteignent petit à petit, malgré les adoptions. À la fin de la République, les historiens n'identifient plus que trente familles patriciennes, appartenant à 13 gentes.
De toutes les gentes maiores (les plus illustres gentes patriciennes de la République), les Cornelii survivent le plus longtemps. En effet, les Fabii patriciens disparaissent des fastes en 34, les Æmilii s'éteignent en 39, les Claudii en 68 et les liens des Valerii postérieurs aux Julio-Claudiens avec les Valerii patriciens sont contestés. Les Cornelii disparaissent des fastes consulaires sous Marc Aurèle, avec Servius Cornelius Scipio Salvidienus Orfitus, consul en 178, descendant des Lentuli et des Scipiones. Il est le dernier représentant du patriciat républicain ancestral et met fin à l'existence d'une famille ayant pour la première fois exercé le consulat 663 ans plus tôt.
Le statut de patricien toutefois n'a pas disparu : par un pouvoir accordé en 30 av. J.-C. par la loi Saenia, c'est désormais l'empereur qui confère cette dignité aux sénateurs plébéiens les plus en vue par l'adlectio inter patricios. Ainsi Rome peut perpétuer ses traditions : en effet, certains sacerdoces ne peuvent être exercés que par des patriciens. Le renouvellement est continu ; les familles patriciennes du IIe siècle sont éteintes au siècle suivant, mais d'autres prennent le relais dans la première moitié du IIIe siècle.
Finalement Constantin, au début du IVe siècle, supprime l'institution du patriciat et la remplace par un titre de noblesse personnel, celui de patrice. Il n'est plus fondé sur l'appartenance à une vieille famille romaine, mais octroyé à ceux qui se sont distingués par les services rendus à l'Empire. Le titre n'est plus héréditaire ni exclusivement réservé à des citoyens romains.

## Postérité
La classe supérieure socialement fermée est appelée patriciat dans de nombreuses villes médiévales et modernes.
Au milieu du XXe siècle , le terme de patricien évoquait toujours une idée de richesse et de pouvoir, de classe dirigeante, c'est pour cette raison que la firme automobile Packard (une compagnie indépendante des trois grands de Détroit, Ford, GM et Chrysler, disparue à l'aube des années 60), spécialisée dans les véhicules statutaires des segments "premium" du marché automobile avait baptisé Packard Patrician le vaisseau-amiral de sa gamme de voitures.